# 迈克·埃弗斯
迈克·埃弗斯（德語：Meike Evers，1977年6月6日—），德国女子赛艇运动员。她曾代表德国参加1996年、2000年和2004年夏季奥林匹克运动会赛艇比赛，获得二枚金牌，均来自女子四人双桨项目。